# Степаненки (Гадячский район)
Степаненки (укр. Степаненки) — село,
Беленченковский сельский совет,
Гадячский район,
Полтавская область,
Украина.
Код КОАТУУ — 5320480413. Население по переписи 2001 года составляло 171 человек.

## Географическое положение
Село Степаненки примыкает к городу Гадяч и селу Беленченковка.
По селу протекает пересыхающий ручей с запрудой.

## История
- 1870 — дата основания как село Лукиндорф или Ковалевщина.
- В 1946 году указом ПВС УССР хутор Лукиндорф переименован в Степаненки[2].